# Francisca Luísa Portocarreiro

Brasão de Armas da Casa de Portocarrero

Francisca Luísa Portocarreiro (1609 — 1639) foi a 14.° Senhora de Moguer e VI Marquesa de Villanueva del Fresno, dado o falecimento o seu irmão João Pedro com 10 anos de idade e não ter mais nenhum irmão. Foi Senhora da Casa de Portocarreiro e esteve à frente dos seus domínios desde 1622 a 1639, ano da sua morte.  
Foi filha de Alonso Portocarreiro XIII Senhor de Moguer. Casou-se  quatro vezes, a primeira com Pedro López de Ayala, a segunda com António Portocarreiro de Moscoso, a terceira com Alonso Gaspar de Córdoba e Alvarado e a quarta com Luís Fernandes de Córdoba. Só teve um filho, do segundo casamento, João Gaspar Domingo Portocarreiro de Moscoso, que foi o XV Senhor de Moguer.